# أنصار الشريعة (سوريا)
أنصار الشريعة هي غرفة عمليات للفصائل السورية الإسلامية المعارضة التي تعمل في حلب، سوريا. وتهدف إلى الاستيلاء على حلب ومن ثم العمل مع جماعات أخرى من أجل حكم المدينة وفقاً للشريعة الإسلامية.